# Jesus' Son (film)
Jesus' Son è un film del 1999 diretto da Alison Maclean, tratto dall'omonima raccolta di racconti di Denis Johnson.
È stato presentato in concorso alla Mostra del cinema di Venezia, dove ha vinto due premi minori, il Leoncino d'oro e il Premio OCIC.
Il titolo è ispirato ad un verso della canzone Heroin di Lou Reed: «when I am rushing on my run and I feel just like Jesus' Son».

## Trama
Iowa, anni settanta, profonda provincia americana. Un giovane sbandato, soprannominato FH (fuckhead, "cazzone" nell'edizione italiana) per la sua capacità di cacciarsi nei guai e combinare casini, conduce svagato una vita vagabonda, senza meta né obiettivi precisi, costantemente sotto l'effetto della droga, tirando avanti tra espedienti vari per procurarsi l'eroina, incontri con la gente più strana ed eventi bizzarri.
L'amore per Michelle sembra dargli finalmente una direzione e FH arriva a trovare un lavoro regolare, come infermiere al pronto soccorso, quando lei rimane incinta. Ma il tentativo di costruirsi un'esistenza stabile, come una vera famiglia, è fallimentare e di breve durata: Michelle decide di abortire e di andarsene con un altro uomo. Quando poi si ritrovano e tornano insieme, la felicità è di breve durata, perché Michelle muore di overdose sotto gli occhi di FH, incapace di intervenire per salvarla.
Dopo aver rischiato a sua volta la stessa fine ed essersi disintossicato, inizia a lavorare presso una clinica per anziani e disabili non autosufficienti dove, a contatto con disgrazie e sofferenze peggiori della sua, scopre di poter dare un senso alla propria vita aiutando gli altri.

## Stile
Il film ha una struttura non lineare, episodica, per mantenere quella della raccolta di racconti da cui è tratto. Sono state scelte però le storie più funzionali alla costruzione di una linea narrativa chiara ed è stato ampliato il ruolo del personaggio di Michelle, per avere un collegamento tra le varie vicende.
Lo stato di percezione alternata, allucinata del protagonista è resa attraverso l'utilizzo di effetti speciali ed animazioni.

## Critica italiana
Secondo il Dizionario Mereghetti «la regista è così innamorata del suo antieroe da perdere un po' il senso della misura, tra visioni surreali e poesia dei falliti, rischiando la maniera. E anche nella ricostruzione d'epoca non si scorge una necessità profonda».
Per Irene Bignardi (La Repubblica) invece la regista «ha il merito di saper condurre l'edificante recupero di FH con estrema naturalezza, e senza mai sovrimporre alla storia un risvolto moralista o edificante».
Per Fabio Ferzetti (Il Messaggero) il film è un «American graffiti all'Lsd. Un Candido a spasso negli anni 70 [...] un film inclassificabile con pagine di esilarante humour noir», che vince il confronto con il simile Paura e delirio a Las Vegas di Terry Gilliam.
Secondo Michele Anselmi (L'Unità) è un film «bizzarro, visionario, neanche troppo modaiolo», dall'«umorismo macabro e grottesco».
Roberto Nepoti (La Repubblica) lo definisce «il ritratto insieme beffardo e livido, pessimistico e grottesco, di una generazione affetta da nomadismo esistenziale e da miti autolesionistici», dalla «messa in scena bizzarra e visionaria, vagamente fuori moda». In termini simili si esprime anche Enrico Magrelli (FilmTV): «Il ritratto livido, scanzonato e stonato di una generazione di falsi fenomeni. Esempio compiuto dell'estetica Sundance».